# Lacrosse nos Jogos Olímpicos de Verão de 1908
O lacrosse nos Jogos Olímpicos de Verão de 1908 foi realizado em Londres, Reino Unido. Apenas duas equipes participaram da modalidade que teve sua segunda e última aparição em Jogos Olímpicos.

## Medalhistas
| Ouro | Prata | Bronze |
| Canadá (CAN) Patrick Brennan John Broderick George Campbell Angus Dillon Frank Dixon Richard Duckett Tom Gorman Ernest Hamilton Henry Hoobin Clarence McKerrow George Rennie Alexander Turnbull | Grã-Bretanha (GBR) Gustav Alexander George Buckland E. O. Dutton S. N. Hayes Wilfrid Johnson Edward Jones R. G. W. Martin G. Mason J. Parker-Smith H. W. Ramsey Charles Scott Norman Whitley | nenhum |

## Resultado
| 24 de outubro | Reino Unido | 10 | - | 14 | Canadá | White City |
|               |             | (1 | - | 5) |        |            |
|               |             | (2 | - | 6) |        |            |
|               |             | (7 | - | 9) |        |            |